# Беднарек, Кеннет
Кеннет Беднарек (англ. Kenny Bednarek; род. 14 октября 1998, Райс-Лейк, Висконсин) − американский легкоатлет, двукратный серебряный призёр Олимпийских игр в беге на 200 метров (2020 и 2024).

## Биография и спортивная карьера
Родился 14 октября 1998 года в городе Талсе, штат Оклахома.
Начал заниматься лёгкой атлетикой со второго класса в школе. Кенни выиграл семь индивидуальных титулов штата и привёл свою школьную команду к чемпионству в эстафете 4 × 400. Его результат 20,43 были лучшими в средней школе на 200 метров в стране в 2018 году.
Он также играл в футбол. На старшем курсе его команды Rice Lake Warriors выиграли чемпионаты штата как по лёгкой атлетике, так и по футболу. Беднарек держит рекорды Висконсина во всех классах на 200 и 400 метров и рекорд Дивизиона 2 на 100 метров.
Он не имел академической квалификации для основного четырёхлетнего обучения в университете, поэтому он поступил в Общественный колледж Индиан-Хиллз в Оттумве, штат Айова. Он сказал: «У меня была цель поступить в университет после JUCO, но, очевидно, у Бога был другой план».
На Indian Hills Беднарек пробежал самые быстрые 200 м в закрытых помещениях в США, заняв второе место в мире за сезон, что ставит его на 13-е место в личном зачёте за все время работы в закрытых помещениях.
За свое достижение 22 мая 2019 года Беднарек был назван «Спортсменом недели».
В июле 2019 года он покинул клуб «Indian Hills», подписал профессиональный контракт с «Nike» и начал тренироваться во Флориде с бывшим чемпионом мира по спринту и призёром Олимпийских игр Джастином Гатлином. «Это было не моё решение, — сказал Беднарек. — Но вы знаете, что это было решение Nike, поэтому я просто прислушался. Итак, вы знаете, они знают, что делают. Это все, что вы знаете, просто доверяете процессу».
Беднарек сказал, что окончил школу как специалист по бегу на 400 метров, но успешно перешел на бег на 200 метров. «Так что я как бы хочу продолжить это, может быть, в ближайшие годы попытаюсь соревноваться на 100 метров, но я думаю, что 200 — это моё главное дело сейчас», — сказал он в июле 2019 года.
На чемпионате США по лёгкой атлетике 2019 года Беднарек вышел в финал на 200 метров. В финале он получил травму подколенного сухожилия, но смог добежать до финиша. Позже в этом сезоне победитель Ноа Лайлс выиграл титул Бриллиантовой лиги ИААФ на дистанции 200 метров 2019 года, что дало ему право на участие в чемпионате мира по лёгкой атлетике 2019 года. Таким образом, США разрешили дополнительную квоту. Благодаря тому, что Беднарек стал четвёртым человеком, пересекшим финишную черту на национальном чемпионате с квалификационным временем, ему было предоставлено место в чемпионате мира. Через несколько недель после травмы Беднарек смог набрать 21,50 вне квалификации только из-за обострения нервов.
10 августа 2020 года в сокращённом сезоне из-за пандемии COVID-19 Беднарек показал лучший в мире результат 19,80 +1,0 на «Star Athletics Sprint Showcase» в Монверде, штат Флорида.
4 августа 2021 года Беднарек завоевал серебряную медаль на Олимпийских играх в Токио в 2020 году в финале на дистанции 200 метров среди мужчин со временем 19,68 секунды.